# Ústřední půjčovna filmů
Ústřední půjčovna filmů (ÚPF) byla státní filmová distribuční společnost v Československu, která existovala v letech 1957–1991. Vedle ÚPF fungovala na Slovensku později vzniklá Slovenská požičovňa filmov a export a import filmů za hranice obstarával Československý filmexport.
V roce 1945 byl prezidentem Edvardem Benešem vydán dekret prezidenta o opatřeních v oblasti filmu č. 50/1945 Sb. částka: 24 ze dne 11. srpna 1945, který k výrobě, distribuci, exportu filmů opravňoval výhradně stát. Kinematografie a velké tiskárenské podniky byly znárodněny, vznikla Státní půjčovna filmů (SPF). Na začátku roku 1946 byla kina převzata Ústřední správou kin nebo národními výbory. V té době fungovalo v Československu 1455 kin a další asi tři stovky čekaly na opravu. Za účelem posílení společenského významu národních výborů byla v roce 1957 převedena kina z působnosti Československého státního filmu na národní výbory. Národní výbory získávaly finanční prostředky na provoz kulturních zařízení od státu. S tím byla zřízena Ústřední půjčovna filmů (nástupce SPF). Československý státní film se vznikem Ústřední půjčovny filmů zanikl a vznikla instituce Československý film, jehož ředitelství nebylo daleko od postavení ministerstva. Ředitelství Československého filmu řídilo veškerý filmový průmysl, tedy podniky a instituce jako Ústřední půjčovnu filmů, Československý filmový ústav, kinotechniku či filmová studia a laboratoře. 
Právní zakotvení oblasti filmu se opíralo také o vládní nařízení č. 13/1962 Sb. z 2. února 1962. Ve spolupráci s výběrovou komisí a prostřednictvím Čs. filmexportu nakupovala zahraniční filmy a české filmy přebírala od domácích studií. U zahraničních filmů zajišťovala ÚPF jazykovou úpravu, výrobu kopií a jejich distribuci, která probíhala podle měsíčních plánů premiér. Na této činnosti spolupracovala s Krajskými filmovými podniky (KFP). Kraj dostal potvrzení o přidělení kopie na konkrétní dobu, na jeho základě pak kino kopii obdrželo od ÚPF, do krajského skladu byly doručeny propagační materiály pro kino a po odehrání filmu KFP zpracoval vyúčtování. ÚPF se starala o reklamu jednotlivých filmů, především ve sdělovacích prostředcích, reklamní kampaně na akce typu Filmový festival pracujících a reklamní materiály pro kina. Dne 2. května 1990 se stal ředitelem Ústřední půjčovny filmů Jan Jíra. Pod jeho vedením se začala připravovat celková restrukturalizace filmové distribuce. V roce 1991 Ústřední půjčovna filmů zanikla. Po privatizaci Ústřední půjčovny filmů vznikla společnost Lucernafilm Video. V roce 1994 vstoupil Bonton do Lucernafilmu, čímž vznikl Bontonfilm.

## Osobnosti
Ředitelé ÚPF byli mimo jiné Vlastimil Mašek, František Vomela, Tugan Veselý a poslední Jan Jíra.